# Костадин Точев
Костадин Атанасов Точев е български революционер, деец на Вътрешната македоно-одринска революционна организация.

## Биография
Костадин Точев е роден през октомври 1880 в мелнишкото село Белевехчево, тогава в Османската империя. Неговият баща е хайдутин и доброволец в Сръбско-българската война от 1885 година в четата на Ильо войвода. Костадин Точев учи в Белевехчево и в Мелник, след което завършва с отличие четиригодишния курс на българското педагогическо училище в Сяр през 1900 година заедно с Никола Попов, с когото по-късно са учители в Игуменец.
Освен в Огражден преподава и в родното си Белевехвчево, Ощава, Мелник, Тополница, Калиманци и Дере Мислим. Делегат е на няколко педагогически конференции. В Дере Мислим отива лично по нареждане на Яне Сандански и отваря българско училище в къщата на чорбаджията Атанас Белята, а гръцкият учител е изгонен от селото. Наклеветен от мелнишките гърци пред властите като революционер, Точев е два пъти бит, затварян и разпитван от мелнишкия каймакамин Ибрахим бей. Разпитван е за връзките му със Сандански и в миналото с Гоце Делчев. Точев на разпитите заявява „Вие сте убивали, много българи, но колкото повече убивате, толкоз повече се раждат“. Успява да избяга от затвора заедно с Георги Кепезцов и се присъединява към четата на Сандански.
Сандански му възлага да събере 200 лири от по-богатите българи за закупуване на оръжие за четата. След това с чета от 30 българи от Мелнишко подпалва големия турски Орман чифлик. С организационни пари закупува бейски земи и ги раздава на българи ратаи. В 1907 година му е възложено убийството на Исмаил Чауш Пехливан от Поленица, Сюлейман Арап от Склаве, Гесим Чауш от Левуново и Исмел Хаджи (Дели Кюпек), тормозещи българското население. Освен тях Точев ликвидира и арнаутската чета на Ресим Чауш, която действа в района.
През 1912 година, след избухването на Балканската война е войвода на чета от 50 души, която действа в авангарда на Българската армия в Мелнишко и Сярско. По-късно е доброволец в Македоно-одринското опълчение.
Умира няколко години след навършването на 100 години в 1984 година.